# Nyctimantis siemersi
Nyctimantis siemersi är en groddjursart som först beskrevs av Mertens 1937. Nyctimantis siemersi ingår i släktet Nyctimantis och familjen lövgrodor. Inga underarter finns listade i Catalogue of Life.
Ett exemplar hade en kroppslängd av 41 mm, ett 14,5 mm långt huvud och en vikt av 4 g. Fötternas längd är 28,5 mm. Enligt studiens fotografi är kroppen rödbrun med svarta mönster.
Denna groda förekommer i norra Argentina i provinserna Entre Ríos, Corrientes och Santa Fé. Populationer i angränsande regioner, i Paraguay och Uruguay, är troligtvis utdöda. Djuret lever i låglandet upp till 70 meter över havet. Det lever nära vattendrag som mynnar i Paranáfloden.
Exemplaren vistas i växter av släktet Bromelia som hittas på träd i landskapet Gran Chaco och i liknande habitat. De gömmer sig under ogynnsama förhållanden i trädets hålor. Fortplantningen sker i pölar som finns nära träden. Parningstiden varar endast tre dagar efter kraftigt regn. Enligt ett fåtal studier besöker grodan epifyter endast under torra år. Könsmognaden infaller för hannar efter två år och för honor efter tre år. Livslängden uppskattas med fem år. Grodan kan i viss mån anpassa sig till betesdjur i skogarna.
Beståndet hotas av bränder och av ny jordbruksmark. I regionen pågår ett projekt för att bygga en större kanal. Populationen i Uruguay dog troligtvis ut på grund av vattenföroreningar. Hela populationen minskar men den är fortfarande stor. IUCN kategoriserar arten globalt som livskraftig (LC).